# Triangulación (dinámica familiar)
La triangulación es un término usado comúnmente para expresar una situación en la que un miembro de la familia "no comunica" directamente con otro miembro de la familia, pero sí se comunica con un tercer miembro de la familia, lo que puede conducir a que este tercer miembro de la familia forme parte del triángulo. El concepto se originó en el estudio de sistemas familiares disfuncionales, pero es también útil para describir los comportamientos de otros sistemas, incluyendo el ámbito laboral.
La triangulación también puede ser utilizado como una etiqueta para definir una forma de división, en una relación diádica en conflicto, en el que se incluye a un tercer miembro de la familia, con el fin de enfrentarlos una contra la otra, con lo que se logra el encubrimiento y desactivación del conflicto. Por lo general la persona que realiza la división o triangulación también participará en la difamación. Con el fin de armonizar el sistema familiar en conflicto, se establecen alianzas abiertas o encubiertas con un tercero restaurando así el equilibrio. Otras formas de evitar un conflicto incluyen generar un problema a propósito, normalmente un hijo, al que se fuerza a generar una conducta problemática (delegación), convirtiéndose así en un cabeza de turco.
Minuchin introduce el concepto de tríada rígida, para designar triangulaciones realizadas por los padres en donde uno de los hijos es usado para evitar los conflictos. Existen cuatro tipos de tríadas:
- Triangulación:  en un conflicto explícito o implícito, los padres buscan aliarse con el hijo, buscando el cariño o apoyo del mismo. Implica un fuerte conflicto de lealtades.
- Coalición progenitor-hijo: Uno de los padres se alía con el niño en contra del otro.
- Tríada desviadora-atacadora: el hijo es usado como "cabeza de turco", para desviar el foco de atención de problemas matrimoniales u otros conflictos que son de difícil solución, habiendo primero fomentado (normalmente inconscientemente) conductas patológicas y conflictivas en el hijo. Pueden surgir conflictos y discusiones por decidir la mejor forma de tratar al hijo problema. La mayoría de trastornos de conducta en niños se incluyen en esta tríada.
- Tríada desviadora-asistidora: El hijo tomado como enfermo sirve de unión para salvar las diferencias conyugales, mostrando preocupación y sobreprotección. El niño manifiesta  síntomas psicosomáticos, (ej. diabetes, asma y anorexia)

(fuente: Luis Cibanal.)